# 1859 v loďstvech
Tento článek obsahuje významné události v oblasti loďstev v roce 1859.

## Lodě vstoupivší do služby
- 26. ledna –  USS Brooklyn – šalupa
- SMS Kaiser – 92dělová řadová loď